# FKウテノス・ウテニス
FKウテノス・ウテニス（FK Utenos Utenis）は、リトアニアのウテナ郡ウテナをホームタウンとするサッカークラブである。ウテニス・ウテナ (Utenis Utena) としても知られる。1933年創設。リトアニア独立後は2015年から2017年までAリーガに参加した。

## 歴史
1933年にウテニス (Utenis) として創設された。同年9月3日に最初の試合がザラサイで行われ、地元チームと対戦した。
1969年にネムナス選手権で3位になり、1978年に優勝した。1979年から1987年までの期間は数シーズンを除いて、リトアニア・ソビエト社会主義共和国の最上位リーグに参加した。
リトアニア独立後はセカンドディビジョンのIリーガとサードディビジョンのIIリーガに参加した。2008年を最後にIリーガには参加できず、IIIリーガで数シーズンを過ごした後に一時的に活動を停止した。
2013年末にFKウテノス・ウテニス (Futbolo klubas Utenos Utenis) が復元され、2014年に活動を開始した。同年にIリーガで優勝したストゥンブラス、2位のMRUに次ぐ3位の成績を残した。
2015年に最上位リーグのAリーガに参加した。ウテニスが最上位リーグに参加するのは28年ぶり、リトアニア独立後では初となった。
2016年にAリーガで7位に終わり、Iリーガで2位のパランガとの入れ替え戦に出場した。同年10月29日にパランガで行われた第1戦に3-2で勝利した。11月6日にヴィサギナスで行われた第2戦は0-1で敗れたが、アウェーでのゴール数で上回ったため、アウェーゴールルールにより勝利し、Aリーガ残留を果たした。
2017年にデンマークのキューゲと協力関係を締結した。同年にAリーガで6位の成績を残した。シーズン終了後、Aリーガへの参加がクラブにとって財政的負担になっているとして、Aリーガから撤退してIリーガのライセンスを取得することを表明した。同年に女子チームが創設され、2018年に女子リーグのIリーガでデビューを果たした。
2018年にIリーガで14チーム中8位の成績を残した。同年にリトアニアサッカー連盟 (LFF) 主催のLFFアワードセレモニーでマス・フットボール協会アワードのマス・フットボールクラブ賞を受賞した。同年12月、2019年からIIリーガに参加することが決定された。

## 歴代所属選手
- イヴァン・ルカニュク 2016
- 松永拓也 2016-2017
- ロク・シュトラウス 2017
- マンタス・サヴェナス 2018